# Ophiotettix lorentzi
Ophiotettix lorentzi is een rechtvleugelig insect uit de familie doornsprinkhanen (Tetrigidae). De wetenschappelijke naam van deze soort is voor het eerst geldig gepubliceerd in 1929 door Bolívar.